# هری ملینگ
هری ملینگ (انگلیسی: Harry Melling؛ زادهٔ ۱۷ مارس ۱۹۸۹) با نام کامل هری ادوارد ملینگ؛ یک هنرپیشه اهل بریتانیا است. او فارغ التحصیل مدرسه آکادمی موسیقی و هنرهای نمایشی لندن است. وی از سال ۲۰۰۱ میلادی تاکنون مشغول فعالیت بوده‌است. ملینگ بیشتر برای ایفای نقش شخصیت دادلی دورسلی در مجموعه فیلم‌های هری پاتر شناخته می‌شود.

## فیلم‌شناسی

### سینما
| سال  | فیلم                               | نقش                                |
| ---- | ---------------------------------- | ---------------------------------- |
| ۲۰۰۱ | هری پاتر و سنگ جادو                | دادلی دورسلی                       |
| ۲۰۰۲ | هری پاتر و تالار اسرار             | دادلی دورسلی                       |
| ۲۰۰۴ | هری پاتر و زندانی آزکابان          | دادلی دورسلی                       |
| ۲۰۰۷ | هری پاتر و محفل ققنوس              | دادلی دورسلی                       |
| ۲۰۱۰ | هری پاتر و یادگاران مرگ - قسمت اول | دادلی دورسلی                       |
| ۲۰۱۶ | شهر گمشده زد                       | ویلیام                             |
| ۲۰۱۷ | جنگ جریان                          | بنژامین ویل                        |
| ۲۰۱۸ | تصنیف باستر اسکراگز                | هریسون(در نقش معلول بدون دست و پا) |
| ۲۰۱۹ | در انتظار بربرها                   | سرباز پادگان ۴                     |
| ۲۰۲۰ | نگهبانانی از دیرباز                | استیون                             |
| ۲۰۲۰ | شیطان تمام‌وقت                      | روی لافرتی                         |
| ۲۰۲۱ | تراژدی مکبث                        | مالکم                              |
| ۲۰۲۲ | چشم آبی روشن                       | ادگار آلن پو                       |

### تلویزیون
| سال  | فیلم               | نقش         | توضیحات            |
| ---- | ------------------ | ----------- | ------------------ |
| ۲۰۰۵ | دوستان و کروکدیل‌ها | جوانی الیور |                    |
| ۲۰۱۰ | مرلین              | گیلی        | فصل ۳، قسمت ۱۱     |
| ۲۰۱۰ | فقط ویلیام         | رابرت       | ۴ قسمت             |
| ۲۰۱۱ | قانون گلدان        | جرج         | فصل ۳              |
| ۲۰۱۰ | مرلین              | گیلی        | فصل ۳، قسمت ۱۱     |
| ۲۰۱۶ | تفنگدارها          | بستین       | قسمت «Fool's Gold» |
| ۲۰۱۹ | نیروی اهریمنی‌اش    | Sysselman   | قسمت «Armour»      |
| ۲۰۲۰ | گامبی وزیر         | هری بلتیک   | ۴ قسمت             |